# Neocerura tattakana
Neocerura tattakana är en fjärilsart som beskrevs av Matsumura 1927. Neocerura tattakana ingår i släktet Neocerura och familjen tandspinnare. Inga underarter finns listade i Catalogue of Life.